# Prix littéraire Jacques-Poirier – Outaouais
Le Prix littéraire Jacques-Poirier – Outaouais (PLJPO) est un prix littéraire qui poursuit deux objectifs. Il a initialement été crée pour honorer la mémoire de Jacques Poirier, fondateur du Salon du livre de l’Outaouais, une institution qui joue un rôle phare pour le secteur du livre et la vie littéraire en Outaouais. Ce prix vient également soutenir et renforcer la création littéraire en mettant annuellement en valeur une auteure ou un auteur qui réside dans l’Outaouais, ou qui en est originaire, et dont le livre a su emporter l’adhésion d’un jury indépendant.
La Corporation du prix littéraire Jacques-Poirier – Outaouais se compose de représentantes et de représentants des commanditaires du prix et de membres représentants de la collectivité ou de secteurs reliés au livre.
Le PLJPO a un partenariat avec le Salon du livre du Saguenay-Lac-St-Jean depuis 2021.

## Prix
- Une bourse de 2000 $
- Participation au Salon du livre de l’Outaouais
- Participation au Salon du livre du Saguenay-Lac-St-Jean

## Genres littéraires*
- Roman, nouvelle, conte et récit
- Poésie
- Écriture dramatique
- Essai littéraire
- Roman graphique**

*La littérature jeunesse n'est pas admissible pour ce concours.
**L’auteur·trice doit répondre aux conditions de participation. L’illustrateur·trice en est exempt.

## Lauréats
- 2024 – Émilie Monnet – Marguerite: le feu, Les Herbes rouges [1]
- 2023 – Edem Awumey – Noces de coton, Éditions du Boréal [2]
- 2022 – Michelle Lapierre-Dallaire – Y avait-il des limites si oui je les ai franchies mais c'était par amour ok, Éditions La Mèche
- 2021 – Mishka Lavigne –  Copeaux, Éditions l'Interligne[3]
- 2020 – Annie-Claude Thériault – Les Foley, Éditions du Marchand de feuilles[4]
- 2019 – Catherine Voyer-Léger – Prendre corps, Éditions La Peuplade
- 2018 – Clara Lagacé – En cale sèche, Éditions David[5]
- 2017 – Lisa L'Heureux – Pour l'hiver, Éditions Prise de parole
- 2016 – Marie-Noëlle Gagnon – Le grand galop, Éditions Québec-Amérique[6]
- 2015 – Michel Côté – Le dernier tableau sera rouge, Triptyque[7]
- 2014 – Michel J. Gardaz – Histoire d’une réincarnation, Sur la route des derviches, Éditions Rouge
- 2013 – Annie-Claude Thériault – Quelque chose comme une odeur de printemps, Éditions David
- 2012 - Dominique Robert – Chambre d’amis, Éditions Les Herbes rouges
- 2011 - Marjolaine Beauchamp – Aux plexus, Les Éditions de l’Écrou
- 2010 – Mention spéciale à Monsieur Renaud Bouret
- 2009 – Chantal Ringuet – Le sang des ruines, Coopérative des Écrits des Hautes Terres
- 2008 – Loïse Lavallée – 13 malentendues, la part manquante des évangiles, Éditions Vents d’Ouest
- 2007 – Claire Boulé – Calendrier des terres froides, Écrits des Hautes Terres
- 2006 – Mention spéciale à Nicole Balvay-Haillot
- 2005 – Jacques Gauthier – Chemins du retour, Écrits des Hautes Terres
- 2004 – Mention spéciale à Christine Gonthier– Le Silence de Dieu
- 2003 – Nicole Dumoulin – Ces artefacts que nous taisons, Écrits des Hautes Terres
- 2002 – Prix non attribué
- 2001 – Prix non attribué
- 2000 – Restructuration du prix
- 1999 – Restructuration du prix
- 1998 – Marie-Josée L’Hérault – Tokyo express, Éditions Vents d’Ouest
- 1997 – Jean-Louis Gaudet – Le Violon du diable, VLB éditeur
- 1996 – Rachelle Renaud – Le roman d’Éléonore, VLB éditeur
- 1995 – Françoise Tremblay – L’Office des ténèbres, VLB éditeur
- 1994 – Dominic Lapointe – Les ruses du poursuivant, VLB éditeur
- 1993 – Claude Paradis – Le silence de la terre, VLB éditeur
- 1992 – Michel Dallaire – Terrains vagues, VLB éditeur